# تايلر سيمبسون
تايلر سيمبسون (بالإنجليزية: Tyler Simpson)‏ (28 أغسطس 1985 بسيدني في أستراليا - 26 مايو 2011 بسيدني في أستراليا) هو لاعب كرة قدم أسترالي في مركز الدفاع. لعب مع نادي أوليسيس ونادي برث غلوري ونادي بريزبان رور ونادي سيدني أوليمبيك وسانت جورج ساينتس ‏ ونادي بلاكتاون سيتي.

## وصلات خارجية
- تايلر سيمبسون على موقع قاعدة بيانات كرة القدم.إي يو (الإنجليزية)
- تايلر سيمبسون على موقع عالم كرة القدم.نت (الإنجليزية)